# 미추홀
미추홀(彌鄒忽)은 비류가 오늘날 인천광역시에 세웠던 도시국가이자 인천 지역을 일컫는 옛 지명으로, 종종 미추국, 비류국, 비류백제(沸流百濟) 등으로 불린다. 비류 사후 미추홀이 백제에 흡수된 이후에도 지명 이름으로 사용되었다.
부평권을 포괄하는 현재 인천광역시와 다르게 예전 인천 지역은 오늘날 인천광역시 남부와 시흥시 일부를 관할하였다. 인천 지역은 지금 인천광역시 중구, 동구, 미추홀구, 남동구, 연수구, 부평구 십정동과 경기도 시흥시 북부(옛 소래읍), 부천시 옥길동, 계수동, 광명시 옥길동에 해당한다.

## 유래
《동국여지승람》을 보면, 고구려를 떠난 비류와 온조 형제가 남하하던 중 비류가 머물러 나라를 세운 곳이 미추홀이다. 훗날 온조가 세운 백제에 흡수 통합된다.
《삼국사기》(三國史記)에는 '매소홀'(買召忽)로 기록되어 있는데 미추홀과 같은 표기로 "미숫골"로 읽을 수 있다. 인천이라는 명칭은 고려 후기에서 조선 전기에 이르러서야 사용되기 시작했다.

## 역대 국왕
|      | 묘호 | 묘호 | 시호 | 시호 | 시호 | 시호 | 휘   | 휘   | 능호 | 능호 | 재위             | 비고 |
| 미상 | 미상 | 묘호 | 미상 |      |      |      | 휘   | 휘   | 능호 | 능호 | 재위             | 비고 |
| ---- | ---- | ---- | ---- | ---- | ---- | ---- | ---- | ---- | ---- | ---- | ---------------- | ---- |
| 1    | -    | -    | -    | -    | -    | -    | 비류 | 沸流 | -    | -    | 기원전 19년~18년 | 미상 |

## 역사
- 고구려를 떠난 비류와 온조가 각각 미추홀과 위례에 나라를 세웠으나 나중에 비류가 세운 나라(미추홀국)는 온조가 세운 나라인 백제에 흡수 통합되었다.
- 475년 장수왕 대에 한성백제가 패망하여 고구려에 일시 점령되었다.
- 551년 백제 성왕 대에 백제에 탈환되고서 나중에 신라 영토로 편입되었다.
- 통일신라시대인 757년 경덕왕 16년에 지방 통치 제도 개편으로 소성현(邵城縣)으로 개칭된 후 율진군(栗津郡)의 영현(領縣)이 되었다.
- 1018년 고려 현종 9년에 수주(樹州)(현재 경기도 부천시와 인천광역시 부평구)의 속현이 되었다.
- 1105년고려 숙종 10년 숙종 왕옹(王顒)의 어머니인 인예왕후 이 씨의 내향(內鄕)이라 하여 경원부(慶源府)로 승격되어 수주(樹州)에서 분리되었다.
- 고려 인종 때에 인종 왕해(王楷)의 어머니인 순덕왕후 이 씨의 내향이라 하여 인주(仁州)가 되었다. 여기서 인천의 유래를 찾을 수 있다.
- 1390년 공양왕 2년에 경원부로 환원되었다.
- 조선왕조에 이르러 인주군(仁州郡)으로 강등되었다.
- 1413년 태종 13년에 도호부 이하 군현 중 과거에 주(州)의 지위였던 관계로 州라는 명칭을 사용하는 지방을 山(산)이나 川(천)으로 개칭하라고 명령하여 인천군(仁川郡)으로 개명해서 현재 사용되는 명칭인 '인천'으로 확립되었다.
- 1460년 세조 4년에 인천도호부로 승격하였다.
- 1748년 영조 24년 현으로 강등됐다가 10년 후인 1757년에 환원되었다.
- 1883년 고종20년 개항장이 되었다. 문학산의 치소(治所)가 제물포로 이전되고 일대 10개 면이 통합되어 인천 시가지의 기반이 되었다.

그러고서 인천은 각국의 영사관이 설치되는 등 외국과 통상하는 중심지가 되면서 국제 도시화했다.
- 1895년 23부제(二十三府)로 행정구역이 재편되면서 인천부의 치소(治所)가 되었다. 原仁川都護府(원인천도호부) 관할지는 인천군이 되었다.
- 이듬해 1896년 다시 13도제로 변경되면서 경기도에 속하여 경기도 인천부가 되었다.
- 일제강점기에 한반도(韓半島)를 강제로 점령한 시기인 1914년에 일제에 의한 행정 폐합으로 인천부는 인천항 중심의 시가지로 대거 축소되고 기타 외곽은 부천군에 편입되었다.

## 같이 보기
- 인천광역시